# Jim Crow

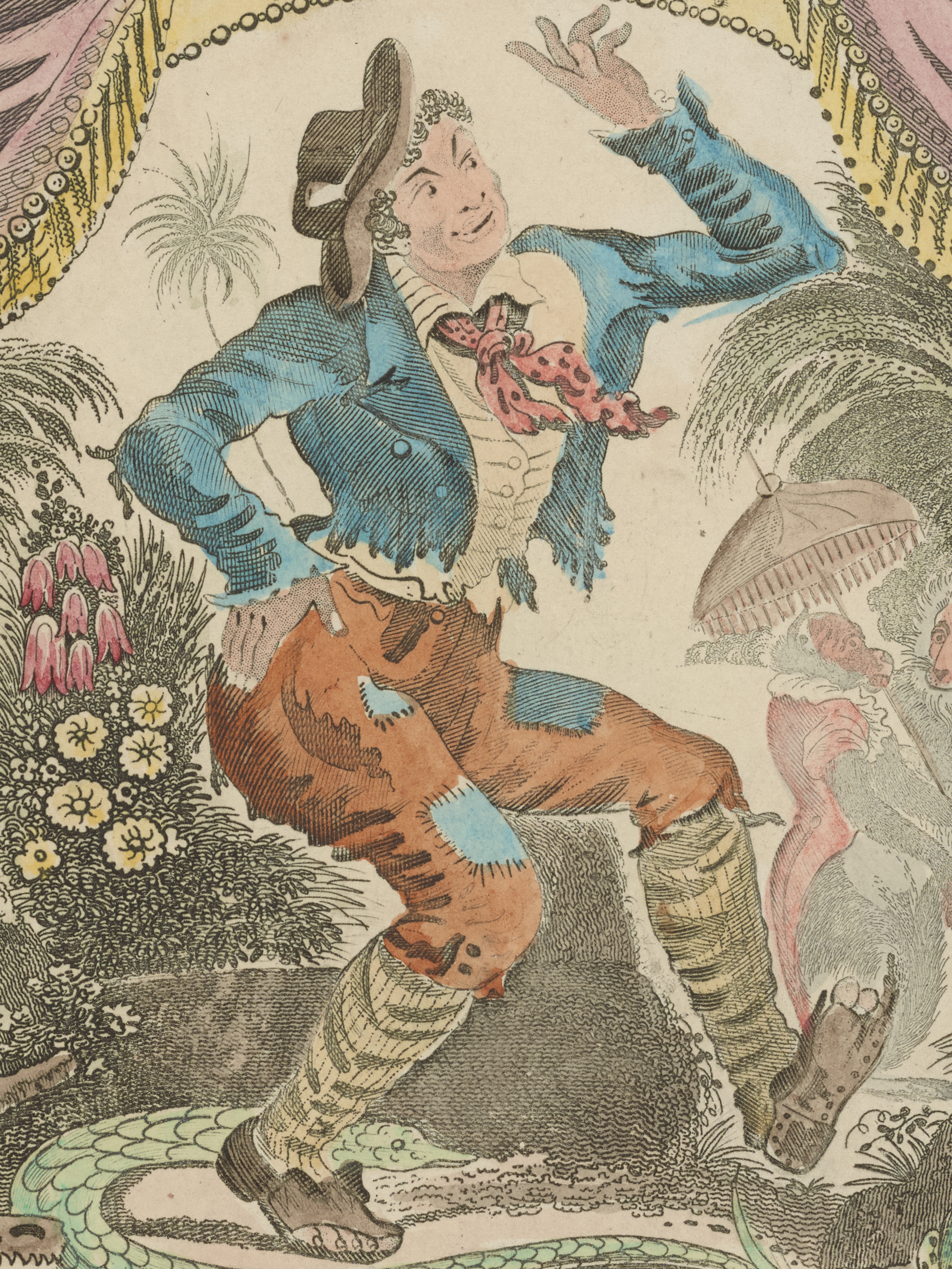
L'attore Thomas Dartmouth Rice nel ruolo di "Jim Crow" (1836)

Jim Crow è un personaggio di una nota coon song nata fra la fine dell'Ottocento e l'inizio del Novecento, negli spettacoli dei menestrelli che si svolgevano negli Stati Uniti, Jump Jim Crow.

## Storia
In Jump Jim Crow veniva descritto un tale nero di nome Jim Crow, sciancato, che lavorava in una scuderia. La sua figura fu presa ad emblema della discriminazione razziale e degli stereotipi sugli afroamericani: durante la lotta all'emancipazione si diceva spesso che il nero doveva "lottare contro Jim Crow".

## Controversia e fraintendimento in Dumbo
Un personaggio con il nome di Jim Crow è stato introdotto nel celeberrimo film d'animazione di Walt Disney del 1941 Dumbo e rappresentato letteralmente ed ironicamente come un corvo, ispirato alla cultura jazz afroamericana dell'epoca (la sua caratterizzazione, assieme a quella degli altri corvi del film, è stata ispirata basandosi su artisti jazz quali Cab Calloway e Louis Armstrong) ed interpretato dall'attore/doppiatore e Leggenda Disney Cliff Edwards, mentre gli animatori, fra cui il capo-animatore Ward Kimball, usarono come riferimenti e modelli live-action il duo di ballerini neri Freddie e Eugene Jackson, "The Jackson Brothers", invitati specificatamente per quel ruolo.
Il personaggio, originariamente chiamato "Jim Crow" nelle illustrazioni grafiche e nei modelli cartacei del personaggio durante la produzione del film e mai menzionato in esso, venne ufficialmente rinominato negli anni Cinquanta "Dandy Crow", nel tentativo di evitare controversie e fraintendimenti di natura razziale. Tuttavia, il personaggio è ora più conosciuto con il suo nome originale per ovvi motivi, continuando ad alimentare così la polemica e controversia ad oggi (all'interno del merchandise di Dumbo, oltre al suo secondo nome ufficiale, venne addirittura chiamato in alternativa per un periodo, semplicemente "Mr. J. Crow").
Floyd Norman, il primo animatore nero americano assunto alla Walt Disney Productions durante gli anni '50, ha spiegato che il motivo del nome "Jim" era il capo-animatore Ward Kimball (suo affezionato amico e collega) che intendeva ironizzare e prendere in giro in maniera satirica e cartonesca le Leggi Jim Crow negli Stati Uniti meridionali a quel tempo (Dumbo è infatti ambientato in Florida nel 1941), scritto in un suo articolo del 2019 intitolato Black Crows and Other PC Nonsense, rispondendo anche a domande e commenti sull'argomento.

## La poesiaMerry-Go-Round
Merry-Go-Round, poesia dell'afroamericano Langston Hughes in cui si parla esplicitamente di Jim Crow:
On this merry-go-round,

Mister, cause I want to ride?

Down South where I come from

White and colored

Can’t sit side by side.

Down South on the train

There’s a Jim Crow car.

On the bus we’re put in the back—

But there ain’t no back

To a merry-go-round!

Where’s the horse

For a kid that’s black?»
Su questa giostra?

Signore, perché io voglio salire.

Giù nel Sud, da dove provengo,

Bianchi e negri

Non possono sedersi uno accanto all'altro.

Giù nel Sud, nel treno

C'è una carrozza apposta per Jim Crow

Sulle corriere ci mettono dietro,

Ma qui non v'è un retro

Per una giostra! Dov'è il cavallo

Per un bambino negro?»
(Langston Hughes, "Merry-Go-Round")